# Aralia ferox
Aralia ferox är en araliaväxtart som beskrevs av Friedrich Anton Wilhelm Miquel. Aralia ferox ingår i släktet Aralia och familjen Araliaceae. Inga underarter finns listade.